# Scotia-ekspeditionen
Scotia-ekspeditionen (Scottish National Antarctic Expedition, SNAE) 1902–04 var en ekspedition til Antarktis, organiseret og ledet af den skotske naturforsker William Speirs Bruce. Selv om ekspeditionen blev overskygget af den prestigefyldte Discovery-ekspeditionen under ledelse af Robert F. Scott, gennemførte Scotia-ekspeditionen et omfattende program med udforskning og videnskabeligt arbejde. Den første meteorologiske station i Antarktis blev etableret, og der blev opdaget nyt land øst for Weddellhavet. Den store samling af biologiske og geologiske prøver førte sammen med prøver fra Bruces tidligere rejser til etableringen af Scottish Oceanographical Laboratory i 1906.
Bruce havde tilbragt størstedelen af 1890-erne på ekspeditioner til Antarktis og Arktis, og i 1899 var han Storbritanniens mest erfarne polarforsker. I marts samme år søgte han at måtte deltage på Discovery-ekspeditionen. Hans forslag om at udvide ekspeditionens virkeområde til at dække Weddellhavet med et eget skib blev imidlertid afslået som "ondsindet rivalisering" af præsidenten i Royal Geographical Society (RGS), Clements Markham. Som en konsekvens blev Scotia-ekspeditionen etableret som et uafhængigt, privat finansieret foretagende.
Ekspeditionen er blevet beskrevet som "den decideret mest omkostningseffektive og nøje planlagte videnskabelige ekspedition i den heroiske tidsalder for antarktisudforskning". Bruce modtog imidlertid ingen formel hæder eller anerkendelse fra det britiske parlament, og ekspeditionsmedlemmerne blev til trods for ihærdig lobbyvirksomhed ikke tildelt den prestigefyldte Polarmedalje. Bruce ledede ikke flere ekspeditioner til Antarktis efter Scotia-ekspeditionen, men han gennemførte en række undersøgelser i arktiske strøg. Hans fokusering på grundig videnskabelig udforskning var ikke længere i tiden, og i modsætning til bedrifterne af Scott, Shackleton og Amundsen, mistede hans resultater snart offentlighedens interesse. Det permanente minde om Scotia-ekspeditionen er Orcadas vejrstation, som blev etableret i 1903 på Laurie Island i Sydorkneyøerne og som har været i kontinuerlig drift siden.

## Baggrund
Som medicinstudent hentede Bruce sin kundskab om naturvidenskab og oceanografi ved at tage et sommerkursus med anerkendte lærere som Patrick Geddes og John Arthur Thomson. Han arbejdede også som frivillig for oceanografen John Murray og hjalp til med at klassificere prøver samlet ind under Challenger-ekspeditionen. I 1892 opgav Bruce medicinstudierne og mønstrede på en rejse til Antarktis med "Balaena" som en del af Dundee-ekspeditionen 1892–93. På hjemrejsen begyndte han at planlægge en ekspedition til Syd-Georgia, men han formåede ikke at skaffe fornøden finansiering. Der efter arbejdede han ved en meteorologisk station på toppen af Ben Nevis, før han kom med som videnskabelig assistent på Jackson-Harmsworth-ekspeditionen 1894–97 til Frans Josefs land. Mellem 1897 og 1899 gennemførte han yderligere ture til Arktis – til Spitsbergen og Novaja Semlja – først på en privat ekspedition ledet af major Andrew Coats, senere som videnskabsmand på forskningsfartøjet "Princess Alice". Dette skib var ejet af Albert 1. af Monaco, en anerkendt oceanograf, som blev en ven og støttespiller af Bruce.
Efter tilbagekomsten fra Arktis i 1899 sendte Bruce et langt brev til Royal Geographical Society (RGS) i London, hvori han søgte om en videnskabelig stilling i den store antarktisekspedition som selskabet planlagde, senere kendt som Discovery-ekspeditionen. Hans nyvundne erfaringer gjorde det "lidet sandsynligt at der fandtes andre personer på De britiske øer, som var bedre kvalificeret". Bruces brev beskrev hans relevante erfaringer i detaljer. Det blev bekræftet modtaget, men ikke behørig besvaret før der var gået godt over et år. Inden den tid var ambitionerne hos Bruce oversteget hans oprindelige forventning om en underordnet stilling i den videnskabelige stab. Nu foreslog han et skib nummer to for ekspeditionen, finansieret med skotske midler, som kunne arbejde i Weddellhav-kvadranten mens hovedskibet var baseret i Rosshavet. Dette forslag blev afvist som "ondsindet rivalisering" af præsidenten i Royal Geographical Society, Clements Markham. Efter en ophedet korrespondance bestemte Bruce sig for at fortsætte uafhængig af RGS. Således blev ideen om en særskilt national skotsk antarktisekspedition født. Bruce blev støttet af den velstående Coats-familie, som var involveret i Glasgows tekstilindustri som trådproducenter. Den havde finansieret Coats Observatory i Paisley.. Familien var forberedt på at yde helhjertet økonomisk støtte til en skotsk ekspedition under hans ledelse. Som et resultat havde han imidlertid skaffet sig et livslangt fjendskab med Markham.

## Forberedelser

### "Scotia"
I efteråret 1901 købte Bruce den norske hvalfangerskude "Hekla" for 2.620 £. I løbet af de næste måneder blev skibet fuldstændigt ombygget til et antarktisk forskningsfartøj med to laboratorier, mørkerum og omfattende specialudstyr. To store roterende spoler, hver med 6.000 favne (11.000 meter) kabel, blev installeret på dækket for at kunne gennemføre dybvandstråling efter marine prøver. Udstyr for at foretage dybdemålinger blev installeret, foruden udstyr for at indsamle prøver fra søbunden og for meteorologiske og magnetiske observationer. Skroget blev kraftigt forstærket for at kunne modstå trykket fra den antarktiske is, og skuden blev rigget om til en bark med hjælpemaskiner. Dette arbejde forøgede omkostningerne for skibet til 16.700 £, som blev betalt af Coats-familien. Familien donerede tilsammen 30.000 £ af ekspeditionens totale finansieringsbehov på 36.000 £. Under det nye navn var "Scotia" klar for testning til søs i august 1902.

### Personel
Ekspeditionens videnskabelige besætning bestod af seks personer, medregnet Bruce. Zoolog var David Wilton, som i lighed med Bruce havde deltaget på Jackson-Harmsworth-ekspeditionen. Han havde tilegnet sig færdigheder på ski og i hundekørsel gennem flere års ophold i Nordrusland. Robert Rudmose Brown fra University of Dundee, forhenværende assistent i botanikafdelingen ved British Museum, var gruppens botaniker. Dr. James Harvie Pirie, som havde arbejdet med Challenger-ekspeditionen under John Murray, var geolog, bakteriolog og ekspeditionslæge. Robert Mossman ledede meteorologi- og magnetismestudierne, mens medicinstudenten Alastair Ross var taksidermist.
Bruce udpegede Thomas Robertson som kaptajn på "Scotia". Robertson havde erfaring både fra Antarktis og Arktis, blandt andet som kaptajn på "Active" under Dundee-ekspeditionen. Resten af officerer og mandskab, tilsammen 25 personer, var skotter. De havde indgået treårskontrakter, og mange havde erfaring fra ishavsfangst.

### Formål
Målsætningerne med ekspeditionen blev publiceret i Scottish Geographical Magazine og i Geographical Journal (udgivet af RGS) i oktober 1902. Disse omfattede etablering af en vinterbase "så nær Sydpolen som praktisk mulig", dybvands- og anden forskning i Sydishavet, og systematiske meteorologiske observationer og studier, geologi, biologi, topografi og geofysik. Det skotske præg på ekspeditionen kom klart til udtryk i The Scotsman kort tid før afrejsen: "Lederen og alle videnskabsmænd og sømænd på ekspeditionen er skotter; finansieringen er i hovedsagen blevet indsamlet på denne side af grænsen; det er et produkt af frivillig indsats; og i modsætning til ekspeditionen som vil blive gennemført samtidig i udforskningen af Antarktis, står den ikke i gæld til staten."

## Ekspeditionen

### Første rejse 1902–03
"Scotia" sejlede fra Troon i Skotland den 2. november 1902. På rejsen syd over havde hun stop i den irske havn Dún Laoghaire, der den gang var kendt under sit britiske navn, Kingstown, i Funchal på Madeira og på Kapp Verde-øerne, før der blev gennemført et mislykket forsøg på at gå i land på den lille, isolerede øgruppe St. Peter og St. Paul-øerne nær ækvator. Forsøget var nær ved at koste geologen og skibslægen James Harvie Pirie livet, da han fejlberegnede afstanden til land og hoppedet i det hajrige hav i et forsøg på at komme i land. Den 6. januar 1903 nåede "Scotia" Port Stanley på Falklandsøerne, hvor forsyninger blev efterfyldt, før hun sejlede videre til Antarktis.
Den 26. januar 1903 satte "Scotia" sejl mod antarktiske farvande. Ekspeditionen mødte tung pakis 40 kilometer nord for Sydorkneyøerne den 3. februar, og de kæmpede med at manøvrere sig videre. Dagen efter var "Scotia" imidlertid i stand til at sejle videre syd over. En lille gruppe blev sat i land på Saddle Island, hvor en stor mængde biologiske og geologiske prøver blev samlet ind. Isforholdene forhindrede videre fremdrift før den 10. februar, da "Scotia" fortsatte syd over, "pumpende fremover i syv knob under sejl". Den 17. februar var positionen 64°18'S, og fem dage senere passerede de den 70. breddegrad langt inde i Weddellhavet. Kort tid senere vendte Robertson nord over igen efter at have nået 70°25'S, da ny havis dannede sig og truede skibet.
Da det ikke var lykkedes den at finde land, måtte ekspeditionen bestemme sig for et overvintringssted. Denne beslutning hastede, eftersom havet var i gang med at fryse til, og skibet kunne blive spærret inde i isen. Bruce bestemte sig for at sætte kursen tilbage mod Sydorkneyøerne og forsøge at finde en ankerplads der. Sammenlignet med det erklærede mål om at overvintre så langt mod syd som muligt, lå Sydorkneyøerne mere end 3.200 kilometer fra Sydpolen, men den nordlige beliggenhed havde sine fordele. Den relativt korte periode, som skibet ville ligge indefrosset, ville give mere tid til trawling og mudring om foråret. Endvidere lå øgruppen belejligt for etablering af en meteorologisk station – den relative nærhed til det sydamerikanske fastland åbnede mulighederne for permanent bemanding.
Det krævede én måned med besværlig sejlads før "Scotia" nåede Sydorkneyøerne. Efter flere mislykkede forsøg på at lokalisere en egnet ankerplads, og med roret alvorlig skadet af is, fandt de til sidst en afskærmet bugt på sydsiden af Laurie Island, den østligste ø i øgruppen. Den 25. marts var skibet forsvarligt opankret nogen hundrede meter fra stranden, klar for at blive indefrosset. Hun blev klargjort for at tjene som vinterkvarter: maskinerne blev demonterede, dampkedlerne tømt og et sejldugstag blev trukket over dækket. Derefter fik Bruce igangsat et omfattende videnskabeligt program, som omfattede meteorologiske observationer, trawling efter havprøver, botaniske ekskursioner og indsamling af biologiske og geologiske prøver. Den største opgave, som blev gennemført i denne periode, var bygningen af en stenhytte, døbt "Omond House" efter Robert Omond, direktør for Edinburgh Observatory som var en af ekspeditionens støtter. Denne skulle tjene som husly for dem, som skulle forblive på Laurie Island for at betjene den planlagte meteorologiske station. Bygningen fik en tørmur af lokale sten; til tag blev der benyttet træstokke dækket med sejldug. Den færdige hytte målte seks gange seks meter, havde to vinduer og blev udrustet for seks personer. Rudmose Brown skrev: "Taget i betragtning at vi ikke havde mørtel og murerværktøj, er det et vidunderligt flot hus og vældigt solidt. Jeg vil derfor tro, at det vil blive stående i hundrede år ..."
Mandskabet formåede overvejende at bevare sit gode helbred. Undtagelsen var skibsmaskinisten, Allan Ramsay, som havde fået hjerteproblemer på Falklandsøerne under udrejsen. Han valgte at følge med ekspeditionen videre, men blev stadig dårligere efterhånden, som vinteren skred frem. Han døde den 6. august og blev begravet på øen.
Aktivitetsniveauet voksede, da vinteren gik over til forår. Der blev foretaget mange rejser med hundeslæder, også til de omkringliggende øer. En træhytte blev bygget for magnetiske observationer, og der blev opført en ni fod høj varde, hvor unionsflaget og det skotske flag vajede side om side på toppen. "Scotia" blev gjort søklar igen, men var isfast gennem september og oktober; det var ikke før 23. november at stærk vind opbrød isen i bugten og frigjorde ekspeditionsskibet. Fire dage senere afgik hun mod Port Stanley og efterlod en gruppe på seks under Robert Mossmans ledelse på Laurie Island.

### Buenos Aires, 1903–04
Den 2. december nåede ekspeditionen Port Stanley og modtog de første nyheder fra omverdenen. Efter en uges hvile sejlede "Scotia" videre til Buenos Aires for at blive repareret og udrustet for en ny sæson. Bruce havde yderligere et ærinde i byen: han ville forsøge at overtale de argentinske myndigheder til at overtageansvaret for den meteorologiske station på Laurie Island efter, at ekspeditionen var afrejst. Under overfarten til Buenos Aires gik "Scotia" på grund i mundingen af Río de la Plata og stod på grund i flere dage før hun kom fri på juleaften, og en slæbebåd fik bukseret henne til havn.
"Scotia" lå i dok i fire uger, og i mellemtiden forhandlede Bruce og de argentinske myndigheder om fremtiden for vejrstationen. Bruce blev assisteret af den britiske repræsentant, den britiske konsul og Dr. W.G. Davis, direktør for det argentinske meteorologiske kontor. Det britiske udenrigsdepartement havde ingen indsigelser til planen. Den 20. januar 1904 bekræftede Bruce, at der var indgået en aftale om, at tre videnskabelige assistenter fra de argentinske myndigheder skulle rejse til Laurie Island og arbejde i et år under Robert Mossman – i første omgang på åremål. Derefter overdrog han formelt Omond House med inventar og udrustning og alle magnetiske og meteorologiske instrumenter til argentinerne. Stationen blev omdøbt Base Orcadas og har været i kontinuerlig drift siden. Den har gennemgået en række ombygninger og udvidelser.
En række af de oprindelige ekspeditionsmedlemmer afmønstrede i Buenos Aires – nogen på grund af sygdom og én på grund af tjenesteforsømmelse. Erstatninger blev rekrutteret lokalt. "Scotia" forlod den argentinske hovedstad den 21. januar og ankom til Laurie Island den 14. februar. En uge senere, da besætningen, som skulle opholde sig på Orcadas til de blev hentet af den argentinske kanonbåd "Uruguay", var kommet i orden, satte "Scotia" sejl for sin anden tur til Weddellhavet.

### Anden rejse, 1904
"Scotia" sejlede sydøst over i roligt vejr med retning mod den østre del af Weddellhavet. De traf ikke på pakisen, før de havde passeret polarcirkelen, og de fortsatte helt frem til 3. marts, da tæt pakis stoppede skibet ved 72°18’S, 17°59’V. En dybdemåling blev foretaget og viste et havdyb på 1.131 favne (2.068 meter) – under halvdelen af tidligere generelle målinger. Dette tydede på, at de nærmede sig land. Nogen timer senere nåede de en isbarriere, som blokkerede videre fremdrift mod sydøst. I løbet af de næste dage fulgte de iskanten syd over i 240 kilometer. En ny dybdemåling fire kilometer fra iskanten viste kun 159 favne (291 meter), en stærk indikation på, at der fandtes land indenfor iskanten. Konturerne af dette land kom snart svagt til syne, og Bruce kaldte det Coats Land efter sine hovedsponsorer. Dette var den første klare indikation på den østlige grænse til det indre af Weddellhavet og tydede på, at havområdet var væsentlig mindre end man tidligere havde antaget. At det fandtes land i dette område blev senere bekræftet af ekspeditionerne under Wilhelm Filchner (1911–13) og Ernest Shackleton (1914–17). En planlagt ilandstigning med et slædeparti blev skrinlagt på grund af tilstanden på havisen.
Den 9. marts 1904 nåede "Scotia" sin sydligste bredde, 74°01’S. Her var skibet fastskruet i isen, og udsigterne til at blive indespærret for vinteren meldte sig. Det var i denne periode med inaktivitet, at sækkepipe-blæseren Gilbert Kerr blev fotograferet, mens han spillede for en pingvin. Imidlertid løsnede isen sit greb om skibet den 13. marts, og "Scotia" begyndte at bevæge sig langsomt mod nordøst ved hjælp af dampmaskinen. På denne del af sørejsen fremskaffede det regulære program med dybdemålinger, trawling og indsamling af bundprøver en omfattende dokumentation på Weddellhavets oceanografi og marine liv.
"Scotia" satte kursen mod Cape Town via en rute, som tog hende til Gough Island, en isoleret midtatlantisk vulkanø som aldrig tidligere var blevet studeret af videnskabsmænd. Den 21. april var Bruce og fem andre i land på øen og indsamlede prøver. Skibet fortsatte derefter til Cape Town, hvortil hun ankom den 6. maj. Efter at have udført yderligere undersøgelser i Saldanha Bay, sejlede "Scotia" hjemover den 24. maj via St. Helena og Ascension.

## Hjemkomst og efterspil
Ekspeditionen fik en varm velkomst, da den ankom til Clyde den 21. juli 1904. En officiel modtagelse med 400 gæster blev afholdt, hvor John Murray oplæste et telegram med lykønskninger fra Edward VII. Bruce modtog Royal Scottish Geographical Societys guldmedalje, mens kaptajn Robertson fik sølvmedaljen.
Et vigtigt resultat af ekspeditionen var katalogiseringen af over 1.100 dyrearter, hvoraf 212 var ukendte indtil da. Der kom imidlertid ingen officiel anerkendelse fra London, der Markhams indflydelse medvirkede til, at ekspeditionens arbejde blev overset eller nedrakket. Deltagerne modtog ikke den prestigefyldte Polar Medal, som var blevet skænket til medlemmer af Discovery-ekspeditionen, som vendte hjem to måneder efter "Scotia". Polarmedaljen blev også uddelt i forbindelse med Ernest Shackletons ekspeditioner samt Douglas Mawsons ekspedition. Bruce kæmpede i årevis for at rette op på det, han mente var en grov uret, en krænkelse af landet og hans ekspedition, men til ingen nytte. I 1906 indstiftede Bruce sin egen sølvmedalje, som han belønnede ekspeditionens mandskap meb. Noget af modvilligheden, som det etablerede miljø i London viste, kan have været et svar på den åbent skotske nationalisme, som Bruce stod for, og som han viste i forordet, som han skrev til Rudmore Browns ekspeditionsberetning: "Mens videnskab var ekspeditionens amulet, prydede Skotland dens flag; og det kan hænde, at i bestræbelserne på at tjene menneskeheden ved at lægge et led til videnskabens guldkæde, at vi har vist, at nationen Skotland er en magt, som man må regne med" ("While Science was the talisman of the Expedition, Scotland was emblazoned on its flag; and it may be that, in endeavouring to serve humanity by adding another link to the golden chain of science, we have also shown that the nationality of Scotland is a power that must be reckoned with").
Et betydelig resultat af Scotia-ekspeditionen, var Scottish Oceanographical Laboratory, som Bruce etablerede i Edinburgh i 1906. Den officielle åbning blev foretaget af fyrst Albert af Monaco. Laboratoriet tjente flere funktioner: som opbevaringssted for den store samling af biologiske, zoologiske og geologiske prøver, som havde hobet sig op i løbet af "Scotia"s ekspedition og under Bruces tidligere ekspeditioner i Arktis og Antarktis, dernæst som en base for udarbejdelse af videnskabelige rapporter fra Scotia-ekspeditionen, og ikke mindst som et samlingspunkt, hvor polarforskere kunne mødes – både Nansen, Amundsen og Shackleton besøgte laboratoriet – og nye, skotske polarpræstationer planlægges og organiseres. Bruce kom imidlertid ikke til at lede flere antarktisekspeditioner, og hans planer om en krydsning af det antarktiske kontinent blev skrinlagt på grund af manglende økonomisk støtte. Han fortsatte imidlertid med at opsøge arktiske områder i både videnskabelig og kommerciel sammenhæng.
Det tog flere år at fuldføre de videnskabelige rapporter fra SNAE. De fleste blev publicerede mellem 1907 og 1920, men et bind blev ikke udgivet før i 1992. Et forslag om at ændre laboratoriet til et permanent nationalt skotsk institut for oceanografi blev ikke gennemført, og på grund af pengeproblemer blev Bruce tvunget til at lukke laboratoriet i 1919. Han døde to år senere, blot 54 år gammel.
På dette tidspunkt var Scotia-ekspeditionen nærmest gået i glemmebogen selv i Skotland, og den var blevet fuldstændig overskygget i polarhistorien af de glorificerede bedrifter til Scott og Shackleton. I polarlitteraturen er Bruces ekspedition almindeligvis reduceret til en kort omtale eller fodnote, og med ringe opmærksomhed omkring hvad den opnåede (en typisk henvisning findes i Elspeth Huxleys biografi om Robert F. Scott fra 1977: "Det var Bruces ekspedition som snart skulle sejle med "Scotia" til Weddellhavet; denne sad også fast i havisen og vendte hjem uden at nå land"). Bruce manglede personlig udstråling, havde ikke tæft for PR-virksomhed ("... så stikkende som den skotske tidsel" ifølge en gammel ven), og havde en tendens til at skaffe sig mægtige uvenner. Imidlertid gennemførte hans ekspedition "et mere omfattende program end nogen tidligere eller samtidige antarktisekspeditioner". ifølge oceanografen Tony Rice, forfatter af Deep Ocean, Naturhistorisk museum, London 2000, ISBN 0-565-09150-6.
Ekspeditionsskibet "Scotia" blev rekvirert under 1. verdenskrig og blev benyttet som lasteskib. Den 18. januar 1916 gik hun i brand og brændte på en sandbanke i Bristolkanalen. Havområdet nord for Antarktishalvøen og Sydorkneyøerne blev i 1932 navngivet Scotiahavet efter "Scotia".
En moderne udgave af Scotia-ekspeditionen benyttede i 2003 information samlet af SNAE som grundlag for at undersøge klimaændringerne på Syd-Georgia i løbet af det sidste århundrede. Denne ekspeditionen slog fast, at deres bidrag til den internationale debat omkring global opvarmning var et værdigt testamente over SNAEs pionerarbejde.